# Crabronídeos
Crabronídeos (Crabronidae) é uma grande família de insectos himenópteros da superfamília Apoidea que inclui a maioria das espécies que antes estavam incluídas na superfamília Sphecoidea, que já não existe. Contém 20 géneros e mais de 9 mil espécies. É possível que algumas das suas subfamílias adquiram o nível de família no futuro.
Variam em tamanho entre 6 e 20 mm. Algumas espécies são muito abundantes, sendo que muitas visitam flores.
Muitas espécies fazem os seus ninhos no solo, outras em caules ocos ou em túneis na madeira. As larvas são alimentadas com presas capturadas e trazidas ao ninho. O tipo de presa varia com a espécie; inclui afídios, escaravelhos, lepidópteros, cigarras, grilos, moscas, etc. Algumas espécies são cleptoparasitas, alimentando as suas larvas com presas que roubam de outros ninhos de vespas.

## Sistemática
A família é subdividida nas seguintes subfamílias:
- Astatinae Lepeletier, 1845
- Bembicinae Latreille, 1802
- Crabroninae Latreille, 1802
- Dinetinae W. Fox, 1895
- Eremiaspheciinae Menke, 1967
- Mellininae Latreille, 1802
- Pemphredoninae Dahlbom, 1835
- Philanthinae Latreille, 1802

## Exemplos de espécies da família
1. Argogorytes fargeii
2. Argogorytes hispanicus
3. Argogorytes mystaceus